# Angelus Dreher
Angelus Dreher, bürgerlich Joseph Thomas Dreher, (* 20. Oktober 1741 in Kirchheim in Schwaben; † 20. Juli 1809 ebenda) war Dominikaner und Komponist der Vorklassik (Mannheimer Schule).

## Leben und Werk
Angelus Dreher wurde als Sohn des Rentmeisters von Kirchheim, Brauereiverwalters, Gerichtsschreibers und Kassenverwalters Rochus Dreher und seiner Frau Theresia Dreher in Kirchheim in Schwaben als Zwilling geboren. Sein Bruder verstarb kurz nach der Geburt. Getauft wurde er auf den Namen Joseph Thomas. Paten waren der damalige Herr zu Kirchheim, Graf Cajetan Josef Anton Fugger von Kirchberg-Weißenhorn, und seine Gattin Maria Anna. Seine Ausbildung zum Komponisten erhielt er im Dominikanerkloster von Kirchheim, wo die Musikpflege um 1750 in hoher Blüte stand. Dort erhielt er seinen Ordensnamen Angelus. Im Alter von 18 Jahren trat Angelus Dreher 1759 in den Orden ein und übernahm den Organistendienst und wurde Chorregent, später Beichtvater. Nach dem Studium der Theologie und Philosophie in Augsburg empfing er 1764 die Priesterweihe.
Für die Passionsspiele in Schwäbisch Gmünd komponierte er 1774 und 1775 mehrere neue, dem Zeitgeschmack entsprechende Werke, die den Höhepunkt seines kompositorischen Schaffens darstellen. Zu ihnen gehören das Oratorium Das Gleichnis von den Arbeitern im Weinberg und das Oratorium Das Gleichnis vom verlorenen Sohn. Seine Partituren umfassen allein über 200 Seiten. 1776 und 1777 befand er sich in Regensburg und komponierte dort die Musik zum Zwischenspiel Daniel als Teil des Trauerspiels Jehanguir.
Am 27. April 1777 kam Angelus Dreher von Regensburg zurück nach Kirchheim in Schwaben, wo er Organist und Bibliothekar wurde und bis zur Auflösung des Klosters im Rahmen der Säkularisation 1808 tätig war. Am 20. Juli 1809 verstarb Angelus Dreher mit 67 Jahren. Am 22. Juli 1809 wurde er auf dem Friedhof bei der St. Leonhardskapelle in Kirchheim begraben.
Das Oratorium Das Gleichnis von den Arbeitern im Weinberg wurde 1958 in Schwäbisch Gmünd wieder aufgeführt. Lange glaubte man, dass von Drehers Werk nur die Gmünder Passionsmusik erhalten geblieben sei. 2001 wurden durch Nachforschungen in der Staatsbibliothek zu Berlin der Stiftung Preußischer Kulturbesitz und in der Thurgauischen Kantonsbibliothek Frauenfeld (Schweiz) zusätzlich 18 Vokal- und Instrumentalwerke gefunden. Zu den aufgefundenen Vokalwerken gehören vier Arien, zwei Duette, ein Hymnus und ein Requiem. Die Instrumentalwerke bestehen aus einer Ouvertüre und neun Sinfonien. Die Erstaufführung ausgewählter Werke aus den Neuentdeckungen erfolgte 2009 durch den Kirchenchor Kirchheim.
Drehers Werke zeigen die Stilmittel der Vorklassik (Mannheimer Schule). Elemente wie homophone Satzstrukturen, kleinmotivische Thematik oder rokokohafte Verzierungen lassen seine Kompositionen leicht und unbeschwert klingen.